# 僮县 (刘宋)
僮县，又名潼县，中国古县名。
刘宋元嘉四年（427年）置，南齐时，僮县改称厚邱县。南梁天监五年（506年），废僮县，置僮阳郡。故城在今江苏省沭阳县潼阳镇。